# アル・ボックマン
アル・ボックマン（Al Bockman, 生没年不詳）は、アメリカ合衆国の照明技師である。ジェイ・マーチャント、アルフレッド・ゴズデンらとともに訪日し、阪妻・立花・ユニヴァーサル聯合映画に派遣されたユニヴァーサルの技術者である。

## 人物・来歴
生年生地不明。
時期は不明であるが、1920年代までにユニヴァーサル・フィルム・マニュファクチュアリング・カンパニー（現在のユニバーサル・ピクチャーズ）に入社し、電気部に所属する。1916年（大正5年）以来、日本市場に進出していたユニヴァーサルは、1926年（大正15年）9月、独立直後の若手スター俳優阪東妻三郎と組んで、製作会社「阪妻・立花・ユニヴァーサル聯合映画」を日本に設立、カール・レムリが日本に送り込んだスタッフの1人として、監督のジェイ・マーチャント、撮影技師アルフレッド・ゴズデン、ハロルド・スミスらとともに同年10月4日に横浜港に上陸している。1927年（昭和2年）1月28日に公開された山上紀夫監督の『切支丹お蝶』、同年2月4日に公開された川浪良太監督の『笑殺』には、それぞれ照明技師としてクレジットされている。同社は同年5月末には契約解除となり、ボックマンら技師たちは帰国となった。
帰国以降の作品歴・消息は不明である。

## フィルモグラフィ
特筆以外はすべて照明作である。多くの記録が不明である。
- 『切支丹お蝶』 : 監督・原作・脚本山上紀夫、撮影高城泰策、移動撮影ハロルド・スミス、主演五月信子、1927年1月28日公開
- 『笑殺』 : 監督川浪良太、製作ジェイ・マーチャント、原作・脚本志波西果、撮影石川東橘、主演金井謹之助、1927年2月4日公開